# Andre Dierickx
André Dierickx (Oudenaarde, 29 de octubre de 1946) es un exciclista de ruta belga, profesional desde 1969 a 1981.

## Palmarés
| 1969 - 1 etapa del Tour de Romandía 1970 - G. P. Pino Cerami - Nokere Koerse - De Kustpijl Heist - Circuito de las Regiones Flamencas - Grand prix de la banque de Roulers - 1 etapa del Gran Premio de Midi Libre 1971 - G.P. de Denain - Bruselas-Biévène - Tour de l'Oise, más 1 etapa - Flèche de Liedekerke - Tour de Luxemburgo, más 1 etapa - Circuito de Houtland 1972 - 1 etapa de la Vuelta a Bélgica - 1 etapa de la París-Niza 1973 - Flecha Valona - Campeonato de Zúrich | 1974 - Le Samyn - Gran Premio de la Villa de Zottegem 1975 - Flecha Valona - Gran Premio de Valonia - G. P. Kanton Aargau - 1 etapa del Tour d'Indre-et-Loire 1976 - GP Union 1977 - Gran Premio de Antibes - 1 etapa de la Estrella de Bessèges 1978 - Vuelta a Bélgica 1979 - Circuito de Brabant occidental - 1 etapa de la Vuelta a Suiza 1981 - Grand prix Briek Schotte |

## Resultados
Durante su carrera deportiva ha conseguido los siguientes puestos en Grandes Vueltas y carreras de un día.

### Grandes Vueltas
| Carrera | Carrera         | 1968 | 1969 | 1970 | 1971 | 1972 | 1973 | 1974 | 1975 | 1976 | 1977 | 1978 | 1979 | 1980 | 1981 |
| ------- | --------------- | ---- | ---- | ---- | ---- | ---- | ---- | ---- | ---- | ---- | ---- | ---- | ---- | ---- | ---- |
|         | Giro de Italia  | —    | —    | —    | —    | —    | 40.º | —    | —    | —    | —    | —    | —    | —    | —    |
|         | Tour de Francia | —    | —    | —    | —    | FT.  | —    | 55.º | —    | —    | —    | —    | Ab.  | —    | —    |
|         | Vuelta a España | —    | —    | —    | —    | —    | —    | —    | —    | —    | —    | —    | —    | —    | —    |

### Clásicas, Campeonatos y JJ. OO.
| Carrera                | Carrera                | 1968 | 1969          | 1970          | 1971          | 1972 | 1973          | 1974          | 1975          | 1976 | 1977          | 1978          | 1979          | 1980 | 1981 |
| ---------------------- | ---------------------- | ---- | ------------- | ------------- | ------------- | ---- | ------------- | ------------- | ------------- | ---- | ------------- | ------------- | ------------- | ---- | ---- |
| Omloop Het Nieuwsblad  | Omloop Het Nieuwsblad  | —    | 73.º          | 3.º           | 29.º          | 2.º  | 11.º          | 21.º          | 7.º           | 16.º | 21.º          | 4.º           | —             | —    | —    |
| Kuurne-Bruselas-Kuurne | Kuurne-Bruselas-Kuurne | —    | —             | —             | 25.º          | 21.º | —             | 26.º          | —             | 23.º | 7.º           | —             | —             | 9.º  | —    |
|                        | Milan San Remo         | —    | 23.º          | 59.º          | 12.º          | 8.º  | 51.º          | 26.º          | 47.º          | —    | 115.º         | 14.º          | —             | 48.º | —    |
| A Través de Flandes    | A Través de Flandes    | —    | —             | 7.º           | —             | —    | —             | 27.º          | —             | —    | —             | —             | —             | 25.º | —    |
| E3 Harelbeke           | E3 Harelbeke           | —    | 10.º          | 17.º          | —             | 7.º  | 33.º          | 15.º          | —             | —    | —             | —             | —             | —    | —    |
| Gante-Wevelgem         | Gante-Wevelgem         | —    | —             | —             | —             | —    | —             | —             | 7.º           | 9.º  | 6.º           | —             | 25.º          | —    | —    |
|                        | Tour de Flandes        | —    | —             | 16.º          | —             | 2.º  | —             | —             | 15.º          | 10.º | —             | —             | —             | —    | 30.º |
| Scheldeprijs           | Scheldeprijs           | —    | —             | 31.º          | 7.º           | —    | 46.º          | —             | —             | 12.º | —             | —             | —             | —    | —    |
|                        | París-Roubaix          | —    | —             | 4.º           | —             | —    | 2.º           | 6.º           | 3.º           | —    | 18.º          | —             | —             | —    | —    |
| Flecha Brabanzona      | Flecha Brabanzona      | —    | —             | —             | —             | —    | 11.º          | —             | —             | 21.º | —             | —             | —             | —    | —    |
| Amstel Gold Race       | Amstel Gold Race       | —    | —             | 3.º           | —             | 6.º  | —             | —             | 4.º           | —    | 29.º          | 15.º          | —             | —    | —    |
| Flecha Valona          | Flecha Valona          | —    | —             | 9.º           | —             | —    | 1.º           | 8.º           | 1.º           | 8.º  | 12.º          | 24.º          | 45.º          | —    | —    |
|                        | Lieja-Bastoña-Lieja    | —    | —             | —             | —             | —    | —             | 17.º          | 5.º           | 15.º | 2.º           | —             | —             | —    | —    |
| Campeonato de Zúrich   | Campeonato de Zúrich   | —    | 47.º          | 3.º           | —             | —    | 1.º           | 7.º           | 8.º           | —    | 5.º           | 47.º          | —             | —    | —    |
| París-Tours            | París-Tours            | —    | —             | —             | —             | 59.º | 47.º          | 10.º          | 17.º          | 65.º | —             | 5.º           | 57.º          | —    | —    |
|                        | Giro de Lombardía      | —    | —             | —             | —             | —    | 5.º           | —             | —             | 19.º | —             | —             | —             | —    | —    |
| JJ. OO. (Ruta)         | JJ. OO. (Ruta)         | 19.º | No se disputó | No se disputó | No se disputó | —    | No se disputó | No se disputó | No se disputó | —    | No se disputó | No se disputó | No se disputó | —    | ND   |
| Mundial en Ruta        | Mundial en Ruta        | —    | —             | —             | 42.º          | Ab.  | —             | —             | 20.º          | —    | —             | 9.º           | —             | —    | —    |
| Bélgica en Ruta        | Bélgica en Ruta        | —    | —             | —             | 9.º           | 18.º | —             | 24.º          | —             | —    | —             | 5.º           | —             | 12.º | —    |

—: No participa

Ab.: Abandona

X: Ediciones no celebradas

FT.: Fuera de tiempo.